# Secondo me... io ti amo
Secondo me... io ti amo è un album discografico del cantante italiano Fausto Leali pubblicato nel 2002.

## Tracce
1. Ora che ho bisogno di te
2. Solo sole
3. Da da um
4. Amore impossibile
5. Mai dire mai
6. Solo lei
7. Questo amore è una favola
8. Un momento no
9. Tornerai
10. Ce la farò
11. Ti odio perché
12. Basti tu
13. Goccia di luna
14. Vivere te
15. Ora che ho bisogno di te (strumentale)

## Musicisti
|  |                             |                    |                       |  |
|  |                             |                    |                       |  |
|  | ORCHESTRA D'ARCHI DI TRENTO |                    |                       |  |
|  | BALESTRIERI                 | FABIO              | Guitar                |  |
|  | BOULD                       | MILES              | (perc. Level 42)      |  |
|  | CHARLES                     | YOLANDE C          | (Bass Robbie Williams |  |
|  | DE GRANDIS                  | MIRCO              |                       |  |
|  | FIOR                        | MARCO              |                       |  |
|  | FRANCESCHINI                | ARMANDO            |                       |  |
|  | GOULD                       | PHILIP GABRIEL     | Drums (Level 42)      |  |
|  | MAGGI                       | IVANO              | Drums                 |  |
|  | PALOMBINO                   | GIORGIO            | Percussions           |  |
|  | PETTERUTI                   | ROBERTA            |                       |  |
|  | PISTORE                     | EMANUELA           |                       |  |
|  | TOSETTO                     | GIUSEPPE VLADIMIRO |                       |  |
|  | Vaccalluzzo                 | Carmelo            |                       |  |
|  | VALENTE                     | DOMENICO           |                       |  |